# Roca (empresa)

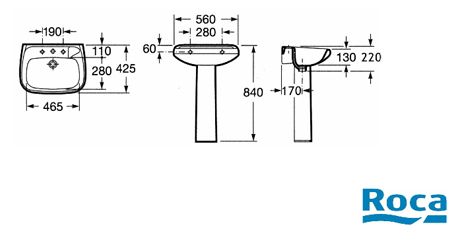
Disseny i logotip de Roca

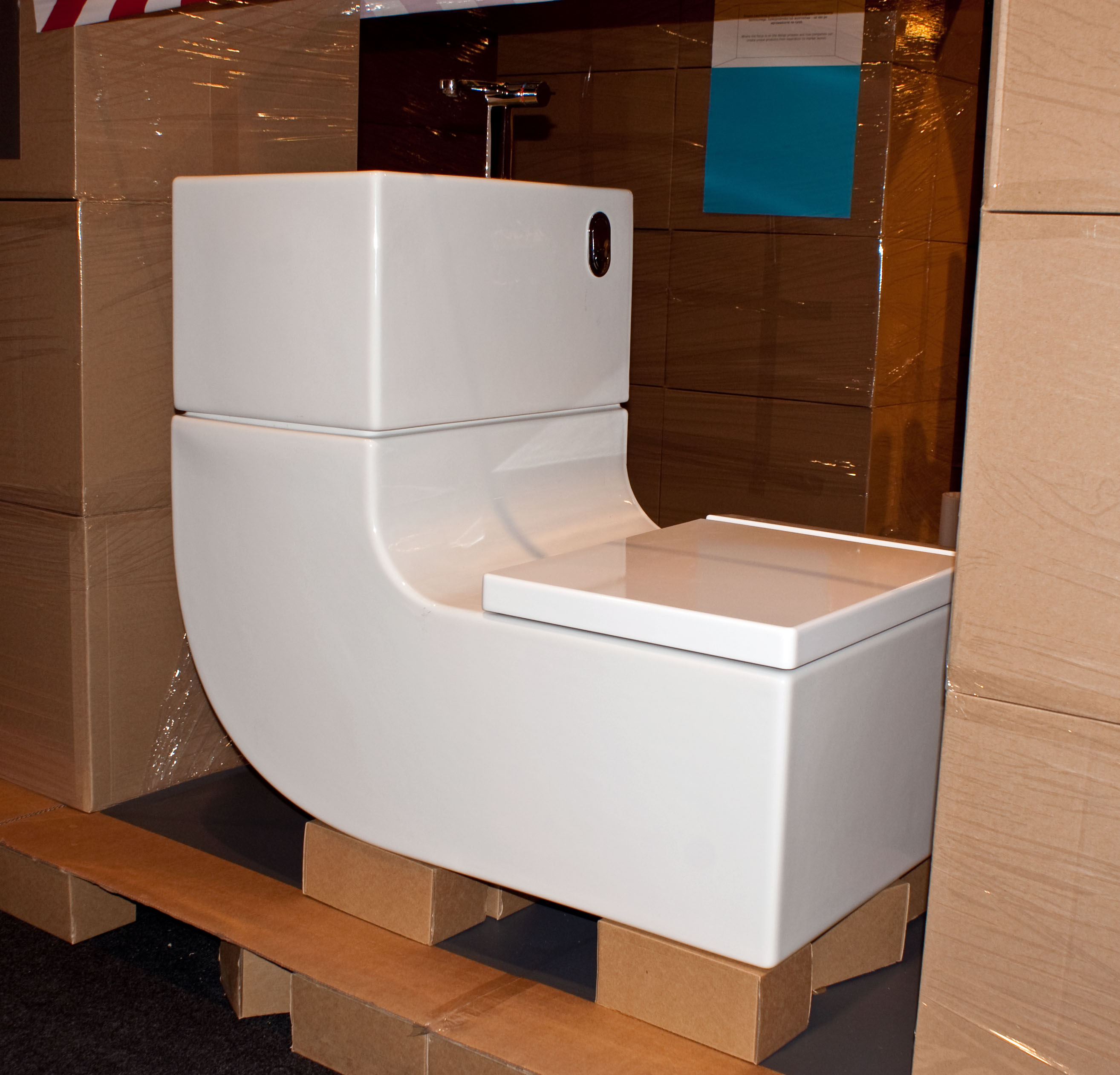
W+W (Washbasin+Watercloset) de Roca

L'empresa Roca és un grup industrial català, fabricant de material sanitari i ceràmica plana, dedicat al sector de les cambres de bany.

## Història
El 1917, els germans Àngela, Martí, Maties i Josep Roca i Soler, de Manlleu, va fundar a la població catalana de Gavà una petita farga dedicada a la producció de radiadors de ferro colat per a la calefacció domèstica; Tallers Roca. L'elecció del lloc, a part de la proximitat d'un material (la sorra) necessari per als motlles de les foneries, es justifica per raons geogràfiques, ja que era un lloc proper i ben comunicat amb els grans centres urbans.
L'any 1925 van fabricar les primeres calderes de ferro colat i el 1929 van iniciar la producció de banyeres d'aquest material. Aquest mateix any, van passar a ser Companyia Roca de Radiadors. Van començar la producció de porcellana sanitària el 1936, ampliant els seus productes a l'aixeteria el 1954. L'empresa va entrar en el sector de l'aire condicionat el 1963.
Més endavant, el 1974, la família Roca va fitxar gestors externs, obrint-se al mercat de la ceràmica i a la diversificació del negoci. Així, el 1980, van produir també ceràmica plana per a paviments i revestiments, amb la compra d'una petita indústria (Ceràmiques del Foix, SA), conformant llavors l'empresa tres divisions: "Sanitaris"' ', "Radiadors i Climatització" i "Ceràmica".
Posteriorment, van iniciar la internacionalització de les seves vendes amb filials comercials. A partir d'aquí, van adquirir algunes companyies a l'exterior fins a situar-se com un veritable grup global a partir de la segona meitat dels anys 90, amb l'adquisició i construcció de plantes de producció a l'Atlàntic Oest i al sud de la Mediterrània. Després d'adquirir el 1999 el grup suís Keramik Laufen, es va convertir en la segona potència mundial en el sector de les cambres de bany.
L'any 2002 va rebre el Premio Nacional de Diseño en la modalitat d'Empreses. També el 2002, es va acordar escindir l'empresa en dos societats: Corporació Empresarial Roca SA i Roca Calefacció SL (antiga fàbrica de Radiadors i Climatització). El 2005 van vendre Roca Calefacció SL al grup britànic Baxi, centrant-se en el sector de la cambra de bany. També van estrenar un nou logotip, creat per Pepe Gimeno, succeint el distintiu que havia identificat a Roca des de 1917.
Actualment és una empresa íntegrament catalana, el capital de la qual pertany totalment al grup familiar derivat dels seus fundadors. Té un centenar d'accionistes, més de 20.200 empleats i 71 fàbriques en quatre continents. Va assolir el lideratge mundial, en el negoci de les cambres de bany, els primers mesos del 2006.